# Ian Davison

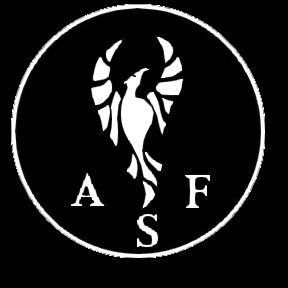
Logo von Aryan Strike Force

Ian Davison (* 1968 im Vereinigten Königreich) ist ein rechtsextremer Terrorist, der 2009 verhaftet wurde. Er hatte mit seinem 18-jährigen Sohn Nicky Davison Anschläge geplant. Davison ist der erste Brite, der wegen der Herstellung einer chemischen Waffe verurteilt wurde.

## Hintergrund
Ian Davison, ein ehemaliger Pub-Discjockey und LKW-Fahrer, arbeitslos und geschieden, lebte in Burnopfield, Durham zusammen mit seinem 19-jährigen, ebenfalls arbeitslosen Sohn. Davison hatte mehrere Vorstrafen wegen Einbruch und Sachbeschädigung. Zum Zeitpunkt der Verhaftung war Ian Chef der terroristischen Vereinigung Aryan Strike Force (ASF). Die Organisation war im Januar 2008 gegründet worden und noch im Aufbau begriffen. Sie war vor allem über das Internet aktiv, veranstaltete aber auch geheime, paramilitärische Trainingseinheiten in Cumbria. Dabei wurden unter anderem auch Hakenkreuzflaggen gehisst. Die Gruppierung bestand aus 360 Mitgliedern und war international organisiert. Neben dem Vereinigten Königreich hatte ASF auch Mitglieder in Deutschland und Serbien. Ian Davison und sein Sohn Nicky bestimmten die Ausrichtung der ASF, deren Feinde vor allem Muslime waren. Die Organisation war auch antisemitisch orientiert und verehrte Adolf Hitler. ASF hatte den Hauptsitz in Durham und finanzierte sich über den Verkauf von Mauspads und Schlüsselringen.
Die Polizei fand heraus, dass Davison Rohrbomben hergestellt und Wunderbäume erworben hatte, aus denen man das Gift Rizin herstellen kann. In Davisons Anwesen in Burnopfield fanden die Ermittler das Rizin in einem Einmachglas. Wie gefährlich die Menge tatsächlich war, kann nicht mit Sicherheit gesagt werden. Während einige Ermittler mit mehr als 1.000 potentiellen Opfern rechneten, meinte die Anklage, die Giftmenge hätte lediglich für neun Personen ausgereicht. Es ist unklar, wie Davison das Gift präparieren wollte, denn seine tödlich Wirkung entfaltet das Gift eigentlich nur durch Inhalation oder Infusion. Davison hatte eigenen Angaben zufolge geplant, die Wasserversorgung von Muslimen in Serbien zu vergiften.
Davison wurde zu zehn Jahren Haft verurteilt. Sein Sohn erhielt zwei Jahre auf Bewährung. Die beiden besaßen und handelten mit den Bombenbau-Anleitungen Anarchist Cookbook von William Powell und The Poor Man’s James Bond von Kurt Saxon, einem Anhänger der American Nazi Party. Der Richter, der den Fall untersuchte, war überrascht, dass beide Schriften über den regulären Handel, unter anderem über Amazon.com, erhältlich waren, und drängte darauf, den Verkauf zu stoppen.
Nicky Davison gab an, die rassistischen Ansichten seines Vaters nicht zu teilen, aber er wollte ihm gefallen. Während des Prozesses gab er an, sehr zum Missfallen seines Vaters Hip-Hop und R&B zu hören.
Nach Davisons Verhaftung wurde die ASF-Website vom Netz genommen. Im Juni 2010 fand die Polizei bei zwei Mitgliedern in Merthyr Tydfil und Leigh, Greater Manchester ein Arsenal von Waffen sowie nationalsozialistische Propaganda.